# Belvidere (Dakota del Sud)
Belvidere és una població dels Estats Units a l'estat de Dakota del Sud. Segons el cens del 2000 tenia 57 habitants.

## Demografia
Segons el cens del 2000, Belvidere tenia 57 habitants, 26 habitatges, i 15 famílies. La densitat de població era de 25,9 habitants per km².
Per edats la població es repartia de la següent manera: un 28,1% tenia menys de 18 anys, un 5,3% entre 18 i 24, un 12,3% entre 25 i 44, un 33,3% de 45 a 60 i un 21,1% 65 anys o més.
L'edat mediana era de 47 anys. Per cada 100 dones de 18 o més anys hi havia 78,3 homes.
La renda mediana per habitatge era de 26.250 $ i la renda mediana per família de 39.375 $. Els homes tenien una renda mediana de 28.750 $ mentre que les dones 13.750 $. La renda per capita de la població era de 14.575 $. Entorn del 15,8% de les famílies i el 15,9% de la població estaven per davall del llindar de pobresa.

## Poblacions més properes
El següent diagrama mostra les poblacions més properes.